# Ennis House
Koordinaten: 34° 6′ 58,4″ N, 118° 17′ 34,3″ W

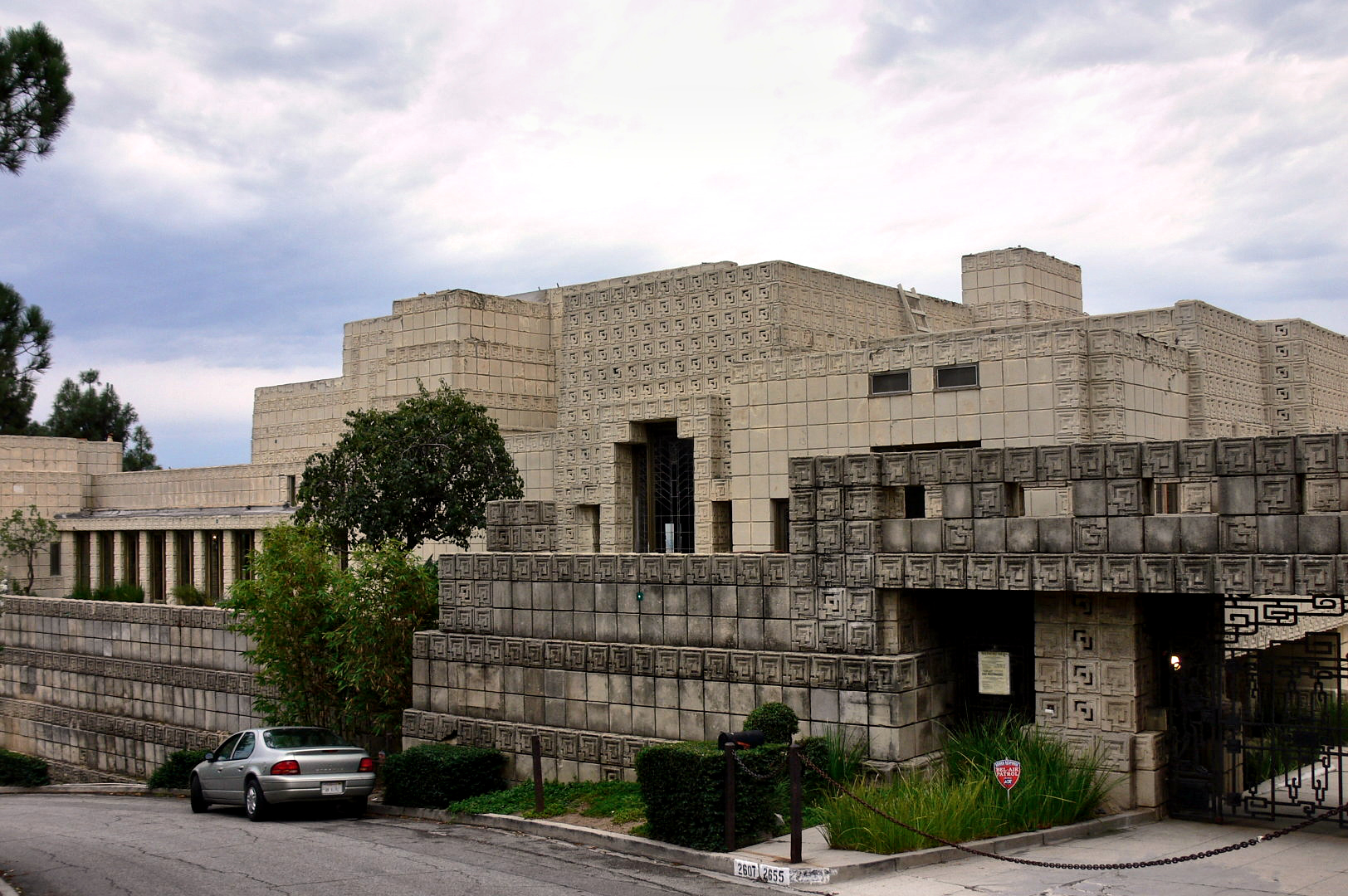
Vorderansicht des Hauses (2005)

Das Ennis House ist ein Gebäude im Stadtviertel Los Feliz in Los Angeles, Kalifornien, südlich von Griffith Park. Es wurde 1923 von Frank Lloyd Wright für Charles und Mabel Ennis entworfen und 1924 erbaut.

## Bauwerk

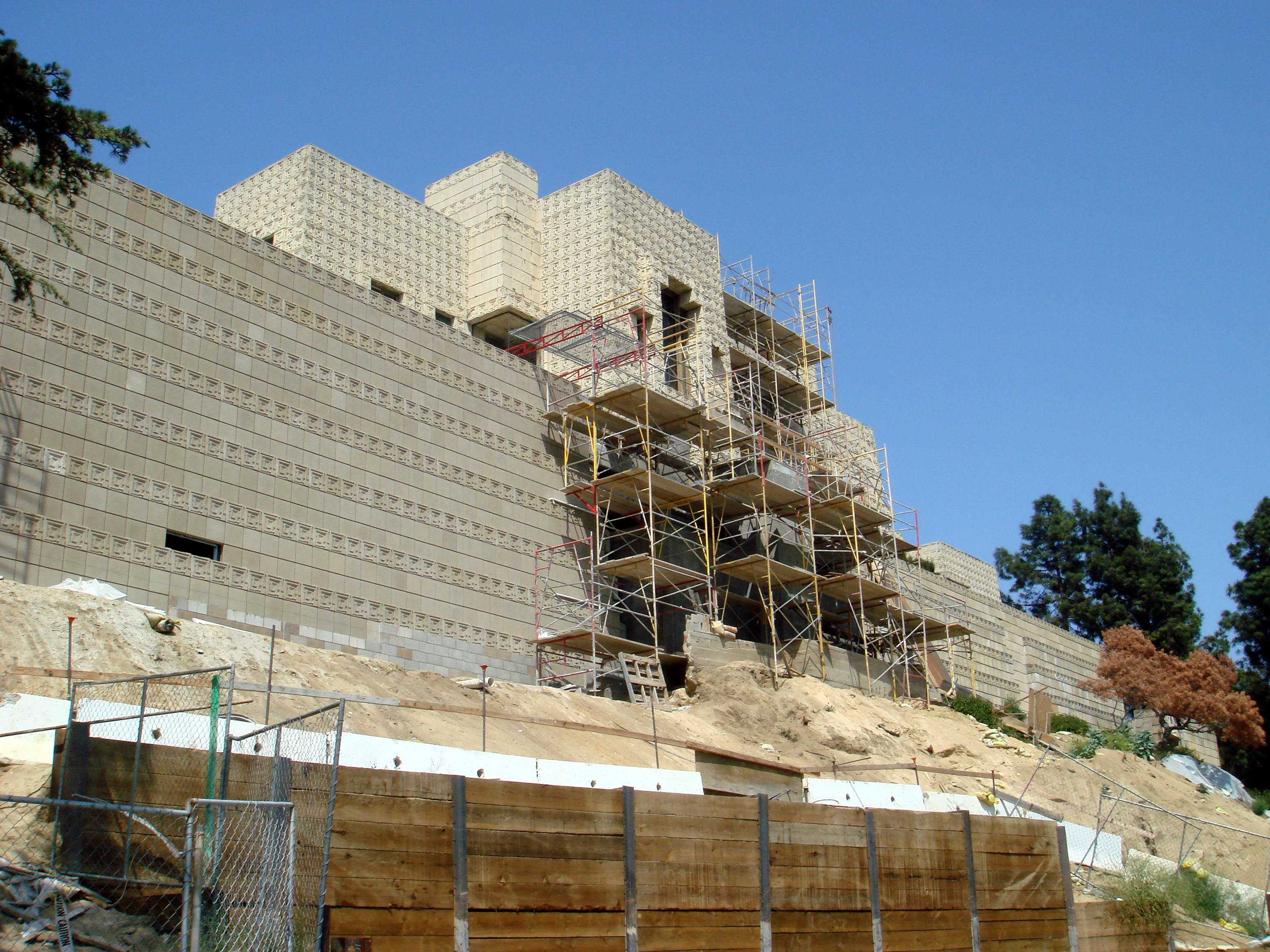
Das Bauwerk wurde aufwendig restauriert (Mai 2007)

Das 930 Quadratmeter umfassende Haus besteht aus zwei Gebäuden, dem Haupthaus und der westlich davon liegenden Garage mit einer Wohnung für den Chauffeur, die durch einen befestigten Hof getrennt werden. Im Gegensatz zu den drei anderen Häusern Wrights in diesem Stil hat das Ennis House einen langen Laubengang, der gemeinschaftliche und private Räume an der Nordseite mit den Zimmern an der Südseite verbindet.
Nach La Miniatura, das auch als Millard House bekannt ist, in Pasadena und dem Storer House und Freeman House in Hollywood war das Gebäude das vierte und größte der Bauwerke, die im Norden von Los Angeles aus verbundenen vorgegossenen Betonblöcken, was von Wright „textile block system“ genannt wurde, gebaut wurden. Der Entwurf basiert auf den Tempeln der Maya und neben anderen von Frank Lloyd Wright entworfenen Häusern – A. D. German Warehouse in Wisconsin und dem Hollyhock House in East Hollywood– wird es manchmal als Beispiel für den Stil des Maya Revival genannt. Das auffallende Detail des Hauses sind die Reliefornamente der Betonblöcke, die von den symmetrischen Reliefs der Mayagebäude in Uxmal inspiriert sind.

“No house should ever be on a hill or on anything. It should be of the hill. Belonging to it. Hill and house should live together each the happier for the other.”

„Kein Haus sollte jemals auf einem Hügel oder auf sonst etwas stehen. Es sollte ein Teil des Hügels sein. Zu ihm gehören. Hügel und Haus sollten zusammenleben, sich aneinander freuen.“

“In the building, each separate portion of the building devoted to a special purpose asserts itself as an individual factor in the whole. The completed whole crowns the end of a high ridge in Hollywood.”

„Bei diesem Gebäude hat jeder einzelne Gebäudeteil einen speziellen Zweck und macht sich als einzelner Teil des Ganzen bemerkbar.“

## Geschichte
Weil die Kosten stiegen und während der von Frank Lloyd Wrights Sohn, Lloyd Wright, geleiteten Bauarbeiten Schwierigkeiten auftraten, übernahmen die Eigentümer die Bauleitung, nachdem der Rohbau die Fenster erreicht hatte. Sie führten mehrere Modifikationen des von Wright erstellten Planes durch. 1940 wurde das Haus an die Medienpersönlichkeit John Nesbitt verkauft, der es durch Wright umbauen ließ. Es kamen ein Schwimmbecken auf der Nordseite und ein Billardzimmer im Erdgeschoss hinzu. Außerdem ließ Nesbitt erstmals ein Heizsystem einbauen.
Nach Angaben der Witwe Patricia Kennealy-Morrison zeigte Jim Morrison einst Interesse, das Haus zu erwerben.
Am 14. Oktober 1971 wurde Ennis House als Baudenkmal in das National Register of Historic Places aufgenommen.
Obwohl es ursprünglich und auch heute als Ennis House bekannt ist, trug es längere Zeit die Bezeichnung Ennis-Brown House, weil Augustus O. Brown, der achte Eigentümer des Hauses, der von 1968 bis 1980 darin wohnte, es dem Trust for Preservation of Cultural Heritage stiftete. Im August 2005 erhielt das Haus seinen früheren Namen und die Stiftung erhielt den Namen Ennis House Foundation.

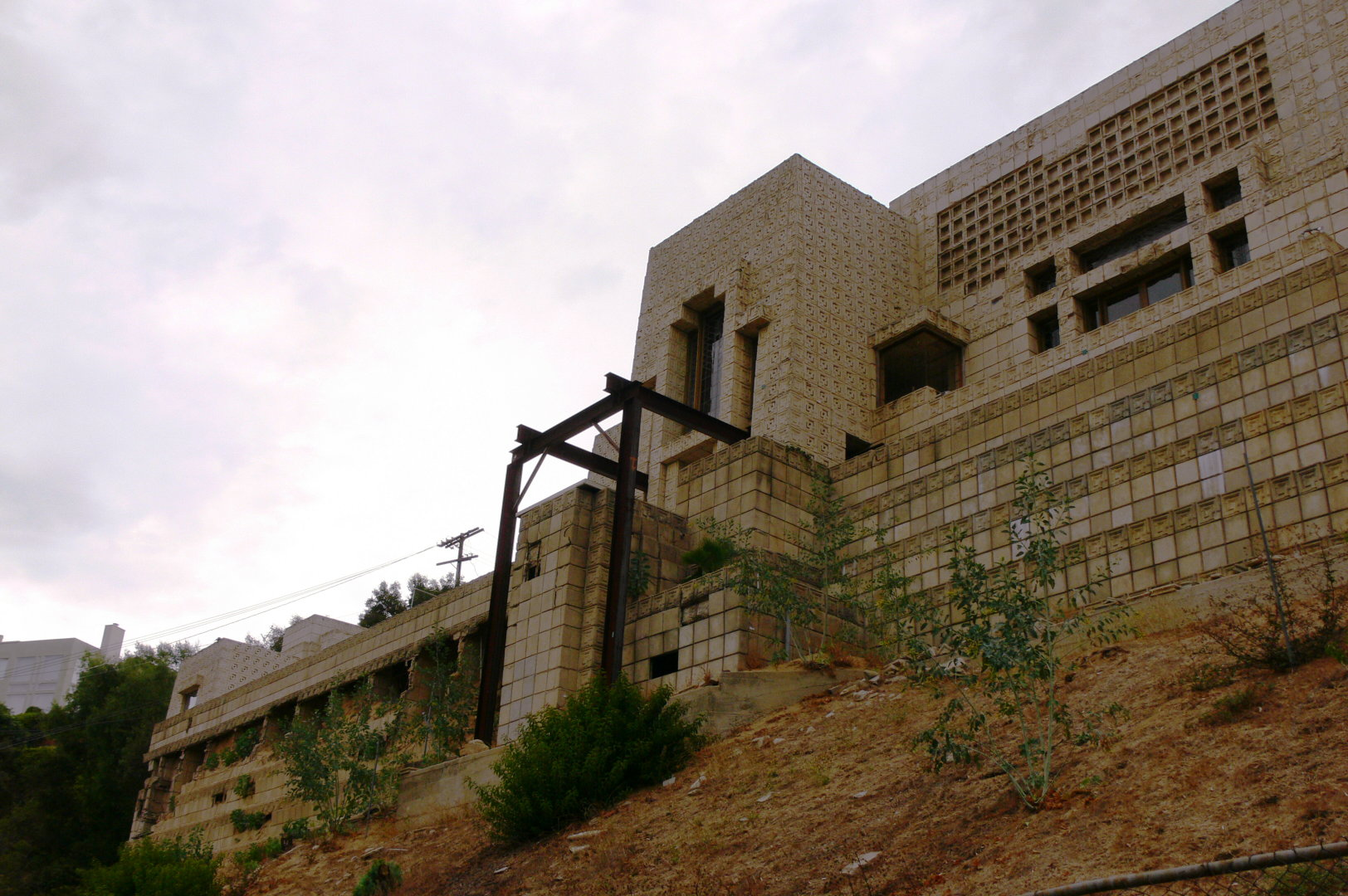
Rückseite des Hauses, mit den Schäden an der Wand

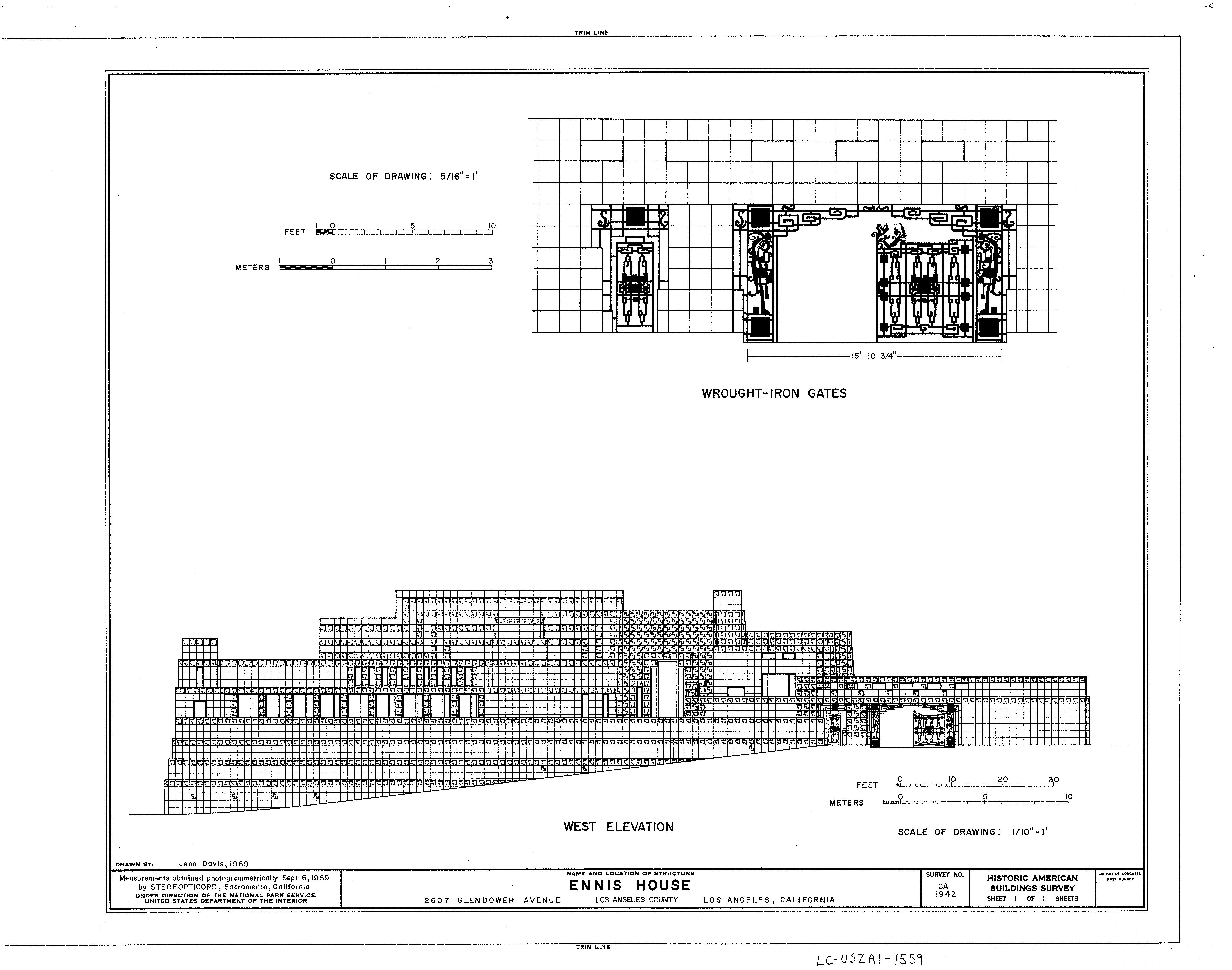
Vorderseite von Norden her gesehen

Das Ennis House wurde von Stadt, Bundesstaat und auf Bundesebene als Baudenkmal eingestuft. Aufgrund seines Zustands wurde es 2005 vom National Trust for Historic Preservation als eines der elf am meisten gefährdeten Denkmäler bezeichnet. Schon vor seiner Fertigstellung gab es Probleme hinsichtlich der Stabilität der Konstruktion, da ein Teil der Betonblöcke entzweisprang und die unteren Teile der Wände sich unter der Last beugten. Die Verwendung an der Baustelle gebrochenen Granits, um die Betonblöcke in einer natürlichen Weise zu färben, verunreinigte die Betonmischung und führte im Zusammenwirkung mit der Luftverschmutzung zum vorzeitigen Verfall. Das Aufbringen einer Schutzschicht verursachte weitere Probleme. Noch mehr Schäden verursachten das Northridge-Erdbeben im Jahr 1994 und die Rekordniederschläge der Regenzeit 2004/2005. Die Stiftung ging davon aus, dass fünf Millionen Dollar für die Stabilisierung des Bauwerks und fünfzehn Millionen Dollar für eine vollständige Restaurierung aufzubringen seien. Nach den Regenfällen war vorübergehend der Zugang zu dem Gebäude untersagt und noch Ende 2005 nur bedingt erlaubt, weil die Stützmauern auf der südwärtigen Rückseite des Bauwerks deutliche Schäden aufwiesen.
Ein Zuschuss der Federal Emergency Management Agency aus dem Jahr 2006 und ein Baukredit der First Republic Bank in Höhe von 4,5 Millionen Dollar wurde genutzt, um die Rekonstruktion in Gang zu setzen. Dieses Projekt umfasste die Erneuerung der Stützmauern, die Ersetzung beschädigter Betonblöcke, die Renovierung der Fenster und ein neues Dach. Die Restaurierung wurde 2007 fertiggestellt.
Im Juli 2011 gab die Ennis House Foundation bekannt, dass das Gebäude an den amerikanischen Investor Ron Burkle unter der Auflage verkauft wurde, dass die Renovierungsarbeiten fortgesetzt und das Haus mindestens 12 Tage im Jahr der Öffentlichkeit zugänglich gemacht wird.

## Verwendung als Filmkulisse
Die exotisch wirkende äußere Erscheinung machte das Anwesen zu einer ansprechenden Kulisse für Filmemacher aus Hollywood; der wohl erste war 1933 Michael Curtiz, der seinen Film Der Boß ist eine schöne Frau teilweise hier spielen ließ. Einen morbiden Ruhm erlangte die Außenfassade in dem 1959 gedrehten B-Movie Das Haus auf dem Geisterhügel. Der 1975 gedrehte Film Der Tag der Heuschrecke nutzte das Haus ausgiebig als privates Anwesen, doch erst 1982 mit Blade Runner gelangte das Haus selbst zu Popularität unter den Kinogängern, obwohl nur eine Ankunftsszene mit der Hauptperson tatsächlich im Ennis House gedreht wurde.
Teile des an eine Kathedrale erinnernden Interieurs, insbesondere das höherliegende Esszimmer mit dem offenen Kamin gegenüber dem Balkon und dem niedriger gelegenen Wohnzimmer erschienen in mehreren Filmen, einschließlich Black Rain, Predator 2, Karate Kid III – Die letzte Entscheidung, The 13th Floor – Bist du was du denkst? und Rush Hour (in dem die Räume Teile eines Wolkenkratzers in Hongkong darstellten). Das Haus wurde auch als Drehort für Fernseh-Werbespots, Musikvideos und Modeaufnahmen genutzt. Von der zweiten Staffel der Fernsehserie Buffy – Im Bann der Dämonen an wurde die Fassade des Hauses als Wohnsitz von Angelus, Spike und Drusilla gefilmt. Ausgiebig genutzt wurde das Innere für das Musikvideo zu Have You Ever der Gruppe S Club 7. Das Ennis House diente in der Folge Wing der Serie South Park als Hauptquartier einer chinesischen Bande.
Mit Abdrücken der Reliefornamente haben Filmemacher zahlreiche Bauten für Filme gestaltet, die nicht an Ort und Stelle gedreht wurden, darunter etwa ein Türrahmen in Mulholland Drive – Straße der Finsternis, oder Deckards Wohnung in Blade Runner. Für The Rocketeer wurden Teile des Ennis House detailliert im Studio nachgebaut, jedoch anders angeordnet, und es wurde ein zweites Stockwerk hinzugefügt.
Weil sich das Ennis House in einem dicht bebauten Stadtviertel befindet, haben die stetigen Touristenströme und die häufige Anwesenheit von Filmcrews zu Kritik durch die Nachbarn geführt.

## Belege
1. ↑  Eintrag im National Register Information System. National Park Service, abgerufen am 20. Mai 2016
2. ↑  Ennis House Foundation: Frank Lloyd Wright’s Ennis House sold to Run Burkle. 15. Juli 2011, abgerufen am 5. Januar 2012.